# بيل كرين
بيل كرين (بالإنجليزية: Bill Crane)‏ هو لاعب كرة قدم أسترالية أسترالي، ولد في 11 يناير 1924، وتوفي في 2 أكتوبر 2014.

## وصلات خارجية
- بيل كرين على موقع AustralianFootball.com (الإنجليزية)
- بيل كرين على موقع AFLtables.com (الإنجليزية)